# Кумтоккен
Кумтокке́н (каз. Күмтөккен) — село у складі Айиртауського району Північноказахстанської області Казахстану. Входить до складу Камсактинського сільського округу.
Населення — 243 особи (2021; 441 у 2009, 527 у 1999, 575 у 1989).
Національний склад станом на 1989 рік:
- казахи — 100 %.

До 2008 року село називалось Кизиласкер, ще раніше — Комтукен.